# Машхур ибн Абдул-Азиз Аль Сауд
Машхур ибн Абдул-Азиз Аль Сауд (араб. مشهور بن عبد العزيز آل سعود‎; род. 1942, Эр-Рияд) — саудовский принц, 34-й сын короля Абдул-Азиза, тесть наследного принца Мухаммеда ибн Салмана Аль Сауда

## Биография
Принц Машхур родился в 1942 году в Эр-Рияде в семье короля Абдул-Азиза и его жены Нуф бинт Навваф аль-Шаалан. У принца Машхура было два полнородных старших брата: принцы Тамир (1937—1958) и Мамдух (1940—2023).
Не занимал никаких государственных или административных должностей. Он является членом Совета Верности, в которой входят сыновья, внуки и правнуки короля Абдул-Азиза по мужской линии. По данным американской газеты «The Washington Post» в 2009 году рассматривался в качестве преемника короля Абдаллы.

## Семья
У него 3 дочери: принцесса Нуф, принцесса Сара и принцесса Лулу.
Тесть наследного принца Мухаммада, поскольку тот женат на его дочери Саре. У них 5 детей: принц Салман, принц Машхур, принц Абдул-Азиз (род. 2021), принцесса Фахда и принцесса Нура.